# Липовка (Мордовия)
Липовка — деревня в Атюрьевском районе Республике Мордовия России. Входит в состав Мордовско-Козловского сельского поселения.

## История
В 1940 году указом ПВС Мордовской АССР деревня Польское Сучкино переименован в Липовка.

## Население
| 2002 | 2010 |
| ---- | ---- |
| 59   | ↘20  |

Национальный состав
Согласно результатам Всероссийской переписи населения 2002 года, в национальной структуре населения мордва — 100 %.

## Источник
- Энциклопедия Мордовия, В. П. Ковшов, А. С. Тувин.
- Мордовия: Энциклопедия: в 2 тт. / Гл. ред. А. И. Сухарев; НИИ гуманитарных наук при Правительстве Республики Мордовия. — Саранск: Мордовское книжное издательство, 2003—2004. — 10 000 экз. — Т. 1: А — М. — 2003. — 570 с.